# Eusyllis intermedia
Eusyllis intermedia är en ringmaskart som beskrevs av Saint-Joseph 1887. Eusyllis intermedia ingår i släktet Eusyllis och familjen Syllidae. Arten har ej påträffats i Sverige. Inga underarter finns listade i Catalogue of Life.